# Regan Smith (piloto)
Regan Smith (Cato, Nueva York; 23 de septiembre de 1983) es un piloto estadounidense. Como último condujo el Chevrolet Camaro n.º 7 en la NASCAR Xfinity Series para JR Motorsports a tiempo completo en 2015.

## Carrera

### Inicios
Smith creció en Cato, New York y comenzó su carrera deportiva a los cuatro años, cuando empezó a competir con karts y microds. En los próximos años, ganó numerosos campeonatos regionales y estatales. En 1995, él y su familia se trasladó a Mooresville, Carolina del Norte para permitir a Regan avanzar en su carrera. Se unió a la World Karting Association, y fue campeón de WKA Grand National en 1996, y de Copa de Marcas de WKA en 1997. También logró el título de Canadian Grand National Karting de 1998 y de la Allison Legacy Series en el 1999. En 2001, él comenzó a conducir en el USAR Hooters Pro Cup Series, ganando cuatro poles consecutivas.

### NASCAR

#### 2002-2004
Smith comenzó su carrera profesional en la NASCAR Craftsman Truck Series en 2002. Hizo su debut a la edad de 18 años a bordo del Ford F-150 n.º 63 para MB Motorsports en South Boston Speedway. Se clasificó 28.º y terminó 29.º en el South Boston y finalizó 30.º en Phoenix después de comenzar 12º en la carrera. También hizo su debut en la Busch Series en Memphis Motorsports Park para Ed Whitaker, clasificando 16, pero terminando 39.º después de un accidente.
Smith se fue a la Busch Series en 2003 para un calendario a tiempo completo con Bost Motorsports. A pesar de la falta de patrocinio principal, Smith tuvo cuatro top-20. Sin embargo, el equipo optó por otros conductores a mediados de año, dejando a Smith sin trabajo. Condujo una carrera para Innovative Motorsports en Pikes Peak International Raceway, terminando 40.º después de fallas mecánicas primeros le obligó a salir de la carrera en la segunda vuelta. Él también condujo para Mac Hill Motorsports en la Ford 300, terminando 28.
Smith continuó para Mac Hill en diversas carreras de Busch en 2004, su mejor resultado fue en Nashville Superspeedway, donde terminó 24to. Después de su despido por parte del equipo, siguió en la serie ya que fue contratado para conducir el Chevrolet Monte Carlo n.º 50 para Michael Holigan en tres carreras; su mejor resultado fue un puesto 26 en Chicagoland Speedway, antes de que equipo suspendiera operaciones. Después de un decimoquinto puesto final en la carrera Pikes Peak de la Busch para Phoenix Racing, logró un noveno lugar en la carrera de Homestead-Miami Speedway de la serie de Camionetas, conduciendo el Chevy n.º 06 para MRD Motorsports.

#### 2005-2008
Smith comenzó la temporada 2005, en la Truck Series, conduciendo una segunda camioneta para Xpress Motorsports, pero perdió el asiento después de que el patrocinio no se materializó. Luego condujo una Dodge para Glynn Motorsports para cuatro carreras, una Chevrolet para Dave Malcolmson en tres carreras. Con solo un top 20, terminó en el puesto 38 en la clasificación. Además, participó en 21 carreras de Busch para Glynn, clasificando tercero en Kansas, Memphis y Phoenix, pero solo logró 3 top- 15.
En 2006, hizo calendario completo por primera vez en la Serie Busch para Team Rensi Motorsports; con un top 10, acabó 20º en la clasificación. Para 2007, Regan Smith hizo su oficial debut en Copa NASCAR en la Food City 500 en el  Bristol Motor Speedway, terminando 25º. Compitió en 6 carreras más en la Copa, además de 17 en Busch y 10 en las Camionetas. Logró 3 top 5, 5 top 10, y una pole en la Serie Busch, y 1 top 5, y 4 top-10 en la Camionetas.
Smith regresó a la Copa Sprint en 2008 como conductor de una Chevy, para Dale Earnhardt Inc.; compitiendo en todas las carreras, excepto en los circuitos ruteros. Smith parecía lograr su primera victoria en Talladega Superspeedway, porque en la última vuelta, lo pasó a Tony Stewart y había cruzado la línea de meta en primer lugar, pero lo superó por debajo de la doble línea amarilla que separa la pista de la parte inferior del peralte. Por eso, NASCAR le dio la victoria a Stewart y Smith terminó 18º. A pesar de terminar la temporada sin un top 10 en 34 carreras, Smith ganó el premio Novato del Año de la Copa NASCAR, superando a Sam Hornish, Jr..

#### 2009-2015
Después de la temporada 2008, DEI cerró el equipo n.º 01 tras la fusión con la operación de NASCAR de Chip Ganassi Racing y Smith fue despedido. El 14 de enero el 2009 firmó con Furniture Row Racing para conducir un Chevrolet en 2009 en un puñado de carreras en la Copa NASCAR. Hizo dieciocho carreras de los veinte intentos del equipo, y fue contratado para conducir al equipo a tiempo completo en 2010. En 2010, no marcó ningún top ten, su mejor resultado fue de 12.º (dos veces), pero aun así terminó 28.º en el campeonato. 
El 2011 comenzó bien para Regan Smith, ya que le dio a Furniture Row Racing su primer top ten, con un séptimo puesto final en la Daytona 500. El 7 de mayo de 2011, Smith consiguió su primera victoria en la Copa NASCAR en Darlington Raceway en la Southern 500, manteniendo a raya a Carl Edwards. Con esa victoria, 2 top 10, y 5 top 10, terminó 26º en la clasificación general
En 2012, Smith y FRR tuvo muchas dificultades, lo que determinó que Pete Rondeau fuera reemplazado como jefe de equipo por Todd Berrier antes de la Brickyard 400. Con, la adición de Berrier, Smith logró 3 top 10. A pesar de esto, el mánager Joe Garone anunció que Smith sería reemplazado en FRR por Kurt Busch las. Smith reemplazó a Dale Earnhardt Jr. en Hendrick Motorsports por dos carreras después de Earnhardt, Jr. se le diagnosticó una conmoción cerebral después de su accidente de pruebas en Kansas Speedway en agosto y después de la participación en el accidente en la última vuelta durante la carrera en Talladega el 7 de octubre de 2012; y también compitió para Phoenix Racing las dos últimas carreras de la temporada. Terminó en el puesto 24º en la clasificación general, con 1 top 5, y 4 top 10. También participó de la carrera final de la temporada de la Nationwide Series conduciendo el Chevrolet n.º 5 para JR Motorsports, y lograría ganarla. Es su primera victoria en la NASCAR Nationwide Series después de que su última carrera en la categoría fue en 2007.
En 2013 se convirtió en piloto titular de JR Motorsports en la Nationwide Series, donde acumuló 2 victorias, 8 top 5, y 19 top 10 para terminar tercero en el campeonato. Aparte, disputó 6 carreras de la Copa NASCAR con Phoenix, logrando un sexto puesto y un séptimo como mejores resultados. En la Nationwide Series en 2014, logró la victoria la fecha inaugural en Daytona y registró 7 top 5 y 26 top 10, de modo que resultó subcampeón de la categoría por detrás de su compañero de equipo Chase Elliott. También participó de la fecha de Watkins Glen de la Copa NASCAR con un Chevrolet de Stewart-Haas Racing, reemplazando a Tony Stewart.
En 2015, su última temporada en el equipo de Dale Earnhardt Jr., resultó cuarto en el campeonato de la renombrada NASCAR Xfinity Series con 2 triunfos, 11 top 5 y 26 top 10. También, obtuvo 4 top 20 en cuatro apariciones en la Copa NASCAR como piloto interino para Stewart-Haas y Chip Ganassi.

#### 2016
En 2016, Smith pasó a conducir un Chevrolet de Tommy Baldwin en la Copa NASCAR. Solamente obtuvo 1 top 5 y 2 top 10, para finailzar 34º en el campeonato. También, disputó tres carreras por la Xfinity Series, donde logró un top 10.